# Fórnoles
Fórnoles – gmina w Hiszpanii, w prowincji Teruel, w Aragonii, o powierzchni 32,56 km². W 2014 roku gmina liczyła 78 mieszkańców.